# Big Dog Motorcycles
Big Dog Motorcycles was een Amerikaanse fabrikant van motorfietsen, gevestigd in Wichita (Kansas). Het bedrijf produceerde zware V-twins. De motorblokken werden gemaakt door TP Engineering en S&S.
Het bedrijf werd opgericht in 1994. In 2006 produceerden zij hun 20.000e motorfiets. Door financiële problemen werd het bedrijf in 2011 tot sluiting gedwongen.